# 乔姆·尼莫尔

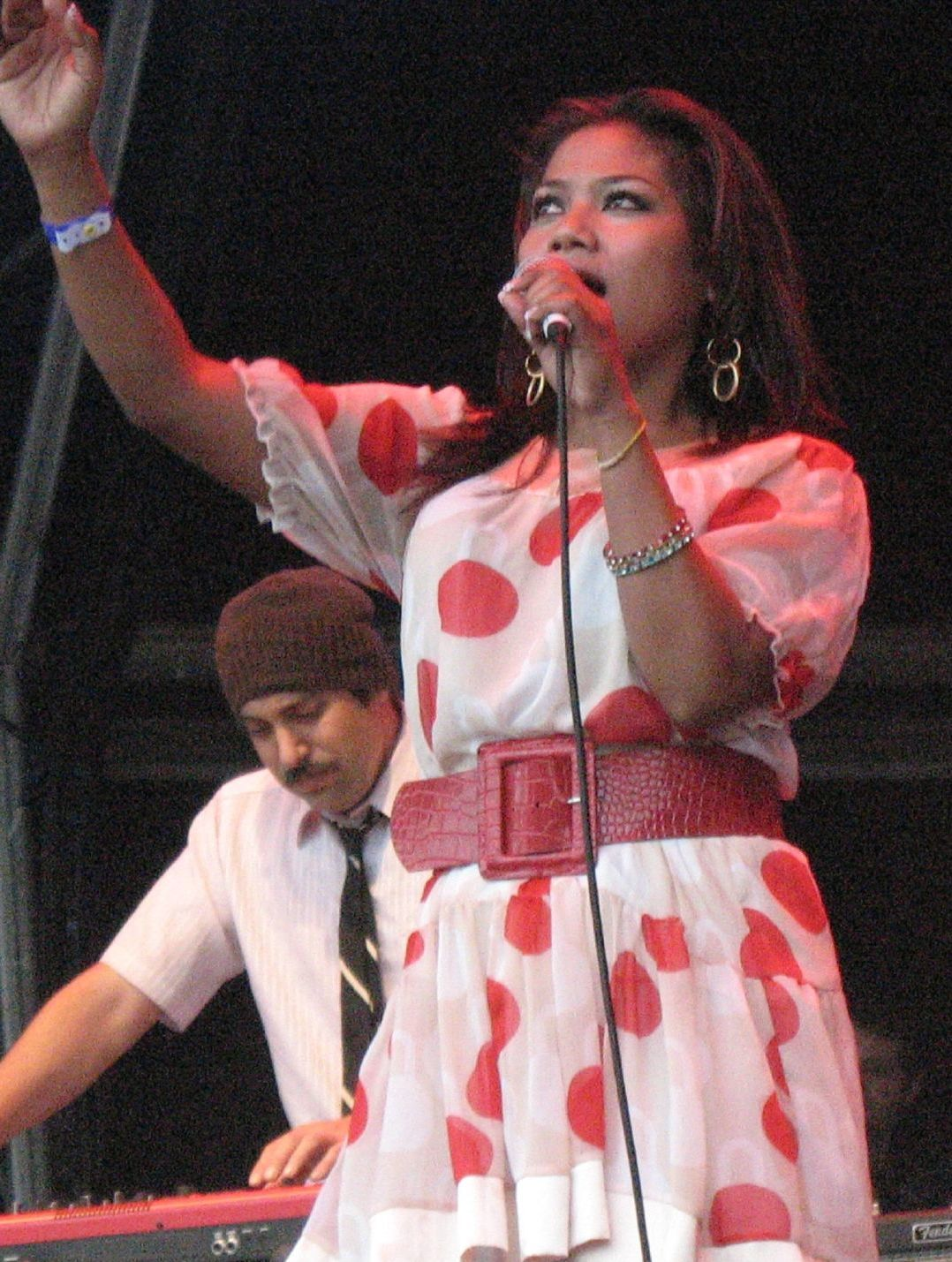
乔姆·尼莫尔

乔姆·尼莫尔是一位柬埔寨裔美国歌手，于2001年加入登革热乐队，为该乐队主唱。

## 生涯
尼莫尔生于柬埔寨，她的家人曾在泰国的一个难民营生活过。她的歌唱特长來自家族，因为她们家里就有一些闻名柬埔寨全国的音乐家和歌手。1997年，她赢得了柬埔寨国家歌唱奖项“飞天女神奖”。2001年，她移民美国。
初到美国时，尼莫尔曾在加州長灘的小金边地区的餐馆和酒吧献唱。美国摇滚乐队登革热热衷于表演1960和70年代的柬埔寨摇滚、流行音乐，所以想要找到一位能用高棉语演唱那些柬埔寨老歌的歌手，于是举办了试听活動，尼莫尔由此被發掘。登革热乐队于2003年发行了首张专辑，之后开始以柬埔寨摇滚以及全球很多其他曲风为灵感创作了原创歌曲。尼莫尔依旧会用高棉语唱歌，但现在也偶尔会用英语演唱。2014年，尼莫尔獲得美国国籍。